# Ulica Icchoka Lejba Pereca w Warszawie
Ulica Icchoka Lejba Pereca – ulica w dzielnicy Wola w Warszawie.

## Historia
Ulica jest dawną drogą narolną. Została wytyczona w XVIII wieku i pierwotnie nosiła nazwę Ceglanej. Obecną nazwę nadano w październiku 1951 dla upamiętnienia pisarza i publicysty Icchoka Lejba Pereca, jednego z najważniejszych żydowskich twórców literatury w języku jidysz, który mieszkał i tworzył aż do swojej śmierci w nieistniejącej już dzisiaj kamienicy pod nr 1.
W 1805 Johann Gottlieb Ulrich nabył położoną w rejonie dzisiejszych ulic Żelaznej i Pereca część folwarku miejskiego (ok. 5 ha) i urządził ogród, w którym uprawiał wiele gatunków warzyw, a w szklarniach – kwiaty, brzoskwinie i winogrona. Posesja obejmowała obszar między ulicami: Ceglaną, Ciepłą, Twardą, Prostą i Waliców. Na początku lat 60. XIX jego syn Jan Krystian Ulrich rozparcelował i sprzedał część terenu od strony ul. Ciepłej pod budowę kamienic. Szklarnie i inspekty funkcjonowały tam do przełomu wieków, kiedy to zastąpiły je kamienice i gmach Szkoły Handlowej Zgromadzenia Kupców, natomiast przedsiębiorstwo przeniosło swoją podstawową działalność na zakupione w 1876 tereny w podmiejskich Górcach. Jednak zarówno jego centrala, jak i dom rodzinny Ulrichów pozostawały przy ulicy Ceglanej do sierpnia 1944 roku.
W II połowie XIX wieku teren pomiędzy ulicami: Żelazną, Grzybowską, Waliców oraz Ceglaną rozpoczął działalność browar, założony w 1854 przez Hermana Junga. Zakład został rozbudowany z istniejącego tutaj od 1824 browaru Jana Bogumiła Kazimirusa. Od 1897 budynki browaru przy ulicy Waliców, zaczęły być użytkowane przez spółkę A. Domański, zajmującą się produkcją wód gazowanych i prowadzącą składowe magazyny piwa i lemoniady. Przedsiębiorstwo działało w tym miejscu aż do 1944.
W listopadzie 1940 część Ceglanej (z wyjątkiem budynków nr 4, 6, 8, 11, 13, 14 i 21) znalazła się w granicach warszawskiego getta. Ulica została w całości wyłączona z getta i włączona do „aryjskiej” części miasta wraz z całym tzw. małym gettem w sierpniu 1942, w czasie wielkiej akcji deportacyjnej.
Podczas powstania warszawskiego w rejonie ulicy Ceglanej toczyły się walki. 1 sierpnia 1944 powstańcy zajęli znajdujące się pod nr 4/6 magazyny browaru Haberbusch i Schiele, gdzie przechowywano się m.in. duże zapasy jęczmienia. Zboże pobierane z magazynów browaru, będące m.in. głównym składnikiem „zupy plujki”, miało duże znaczenie dla sytuacji żywnościowej powstańców i ludności cywilnej w śródmieściu. Magazyn stanowił ich źródło zaopatrzenia w żywność do kapitulacji powstania. W nocy z 1 na 2 sierpnia na ulicy zaczęto  wznosić trzy barykady, z których najsilniejsza znajdowała się przy ul. Żelaznej (pozostałe dwie zbudowano przy ul. Waliców i przy ul. Ciepłej). Rejon ulicy pozostawał w rękach Polaków do kapitulacji powstania.
Podczas II wojny światowej uległa zniszczeniu większość zabudowy ulicy. Po wojnie fragment miasta, przez który przebiegała ulica, był nazywany Dzikim Zachodem.
Uchwałą Rady Narodowej m.st. Warszawy z dnia 27 października 1951 ulicy Ceglanej nadano nazwę ulica I. L. Pereca.
W latach 1950–1952 pod nr 21 wzniesiono dwa socrealistyczne budynki Mennicy Państwowej według projektu Józefa Jaszuńskiego. Pierwsze monety – z datą wsteczną 1949 – wyprodukowano tutaj w 1953. W latach 1965−1972 przy ulicy wzniesiono bloki osiedla Za Żelazną Bramą.
W 1994 znajdujące się przy ulicach Pereca i Waliców pozostałości budynków browaru Hermana Junga zostały wpisane do rejestru zabytków.
Uchwałą z dnia 8 listopada 2012 Rada m.st. Warszawy skorygowała pierwotną nazwę ulicy I. L. Pereca na Icchoka Lejba Pereca.
W 2014 budynki Mennicy Polskiej zostały zburzone. W ich miejscu powstał kompleks biurowy Mennica Legacy Tower.